# تام کوراگسن بویل
تام کوراگسن بویل مشهور به تی‌سی بویل (انگلیسی: T. Coraghessan Boyle؛ زادهٔ ۲ دسامبر ۱۹۴۸) یک نویسنده، پدیدآور، و رمان‌نویس اهل ایالات متحده آمریکا است. از اواسط دهه ۱۹۷۰ میلادی تا کنون وی ۱۴ رمان و بیش از ۱۰۰ داستان کوتاه چاپ کرده است. او برای سومین رمانش به نام پایان جهان برنده جایزه پن/فاکنر برای داستان ۱۹۸۸ شد. وی استاد زبان انگلیسی در دانشگاه کالیفرنیای جنوبی است.

## زندگی
تی‌سی بویل در پیکسکیل، نیویورک متولد و در همان منطقه نیز بزرگ شد. کارشناسی انگلیسی و تاریخ را از دانشگاه نیویورک در پوتسدام (۱۹۶۸)، کارشناسی ارشد هنرهای زیبا را از کارگاه نویسندگی آیووا(۱۹۷۴) و دکتری را دانشگاه آیووا (۱۹۷۷) اخذ کرد. بسیاری از رمان‌ها و داستان کوتاه‌های بویل تلاشی برای کشف و واکاوی نسلی موسوم به بیبی بومرها و علائق، تفریحات و اعتیادشان است. آثار او بیشتر در قالب طنز، هجو و واقع‌گرایی جادویی است.

وی به همراه همسر و ۳ فرزندش در سنتا باربارا، کالیفرنیا زندگی می‌کند.

### رمان
- موسیقی آب (۱۹۸۲)
- پایان جهان (۱۹۸۷)
- شرق، شرق است (۱۹۹۰)
- جاده به ولویل (۱۹۹۳)
- دوستی از زمین (۲۰۰۰)
- زن (۲۰۰۹)

### مجموعه داستان کوتاه
- هبوط انسان (۱۹۷۹)
- اگر رودخانه ویسکی بود(۱۹۸۹)
- چنگ و دندان (۲۰۰۵)
- بچه وحشی و داستان‌های دیگر (۲۰۱۰)